# ゆうちょ銀行代理業者
ゆうちょ銀行代理業者（ゆうちょぎんこうだいりぎょうしゃ）とは、ゆうちょ銀行を所属銀行とした銀行代理店のこと。

## 概要
2007年10月1日の郵政民営化に伴い郵政事業は分割されたが、郵便局建物内でのゆうちょ窓口は引き続き運営することとしていた（ゆうちょ銀行本店など一部例外有り）。
郵政民営化時にゆうちょ銀行直営店へ移管されなかった郵便局（主に特定郵便局）と旧簡易郵便局においては、ゆうちょ銀行を所属とする銀行代理店となり、日本郵便株式会社と旧簡易郵便局の受託者（運営者）が貯金窓口業務を受託して引き続き営業することとなった。